# Cowperia areolata
Cowperia areolata is een vliesvleugelig insect uit de familie Encyrtidae. De wetenschappelijke naam is voor het eerst geldig gepubliceerd in 1872 door Walker.